# Колібрі-самоцвіт синьогорлий
Колі́брі-самоцві́т синьогорлий (Lampornis clemenciae) — вид серпокрильцеподібних птахів родини колібрієвих (Trochilidae). Мешкає в США і Мексиці.

## Опис

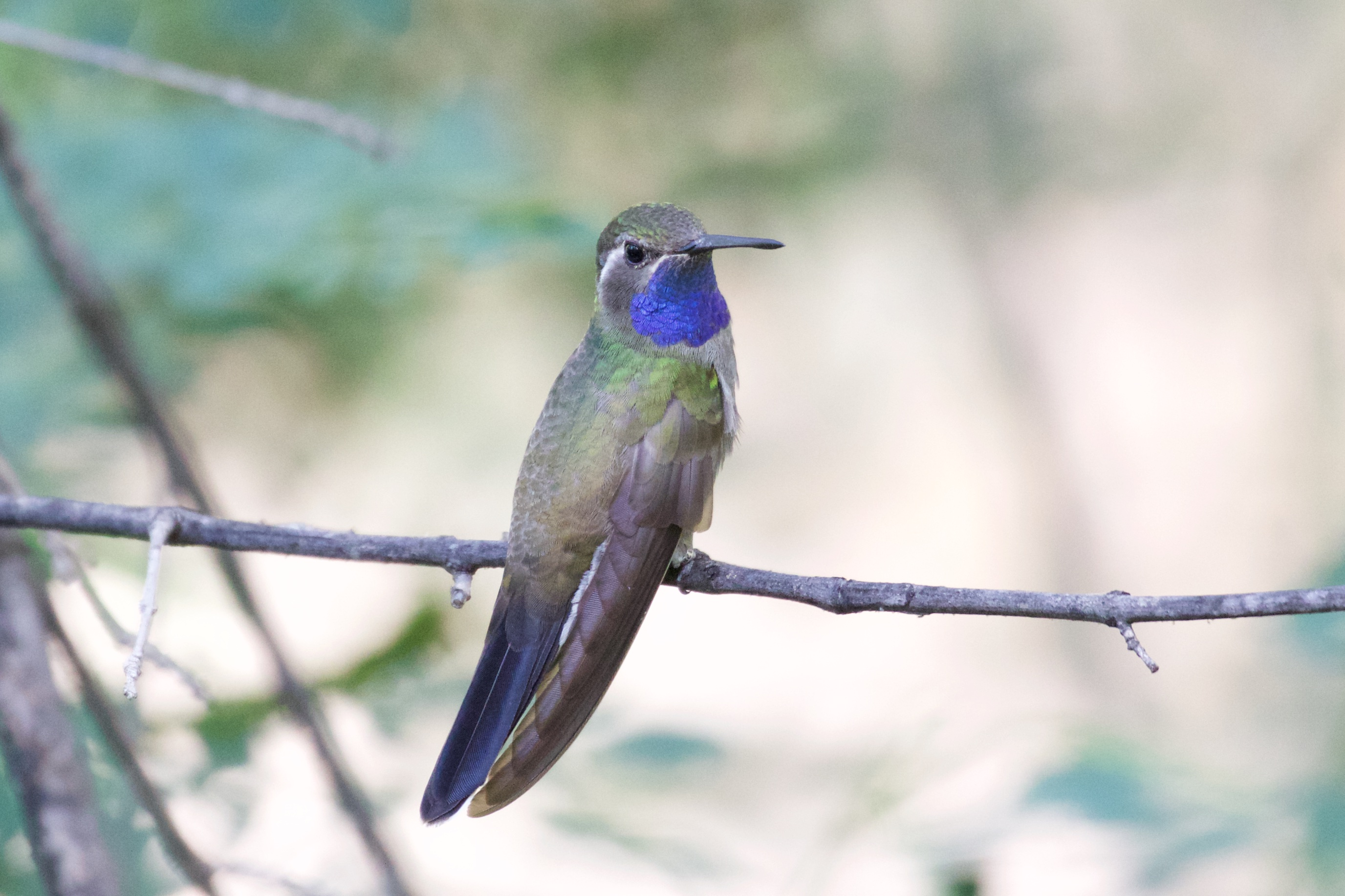
Самець синьогорлого колібрі-самоцвіта

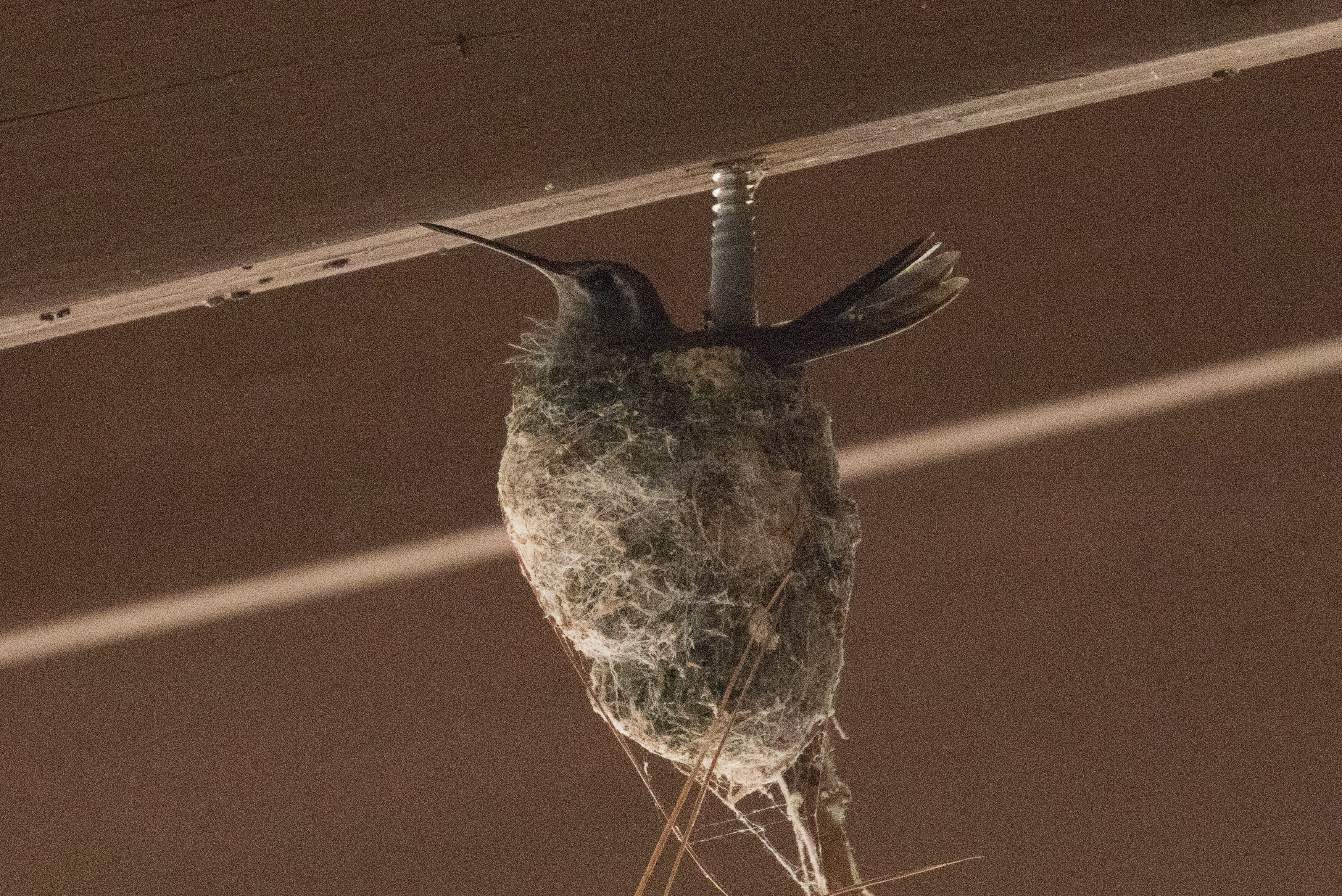
Самиця синьогорлого колібрі-самоцвіта в гнізді

Синьогорлий колібрі-самоцвіт є найбільшим колібрі США. Його довжина становить 11,2-13,5 см, самці важать 8,4 г, самиці 6,8 г. У самців номінативного підвиду верхня частина тіла яскраво-зеленувато-бронзова, надхвістя темно-бронзово-оливкове. Нижня частина тіла коричнювато-сіра, груди з боків мають зеленувато-бронзовий райдужний відтінок. На горлі кобальтово-синя або лазурово-синя райдужна пляма з вузькими охристо-сірими краями. Хвіст чорний з легким індоиговим райдужним відтінком, дві пари крайніх стернових пер мають білі кінчики. Дзьоб чорний, середньої довжини. За очима помітні білі смуги, від дзьоба до чорнуватих щок ідуть більш вузькі білі смуги. У самиць райдужна пляма на горлі відсутня, нижня частина тіла у них повністю сіра, а дзьоб більш довший, ніж у самців.
Представники типового підвиду є найбільшими серед усіх підвидів, дзьоб у них найдовший. Представники підвиду L. c. phasmorus є найменшими, дзьоб у них найкоротший. Верхня частина тіла у них яскраво-зелена, а не зеленувато-бронзова. У самців нижня частина тіла сіра, коричнюватий відтінок в її оперенні відсутній, груди з боків райдужно-зелені, білі кінчики стернових пер більш широкі. Представники підвиду L. c. bessophilus за розмірами тіла займають проміжне положення. Верхня частина тіла у них більш тьмяна, ніж у представників номінативного підвиду, бронзовий відтінок в її оперенні відсутній. У самців нижня частина тіла бурувато-сіра, у самиць блідо-сірий, як і у представників номінативного підвиду, груди з боків мають зеленувато-бронзовий відблиск, білі кінчики стернових пер вужчі, ніж у інших підвидів.

## Підвиди
Виділяють три підвиди:
- L. c. phasmorus Oberholser, 1974 — гори Чісос на півдні Техасу, можливо, також в Нуево-Леоні;
- L. c. bessophilus (Oberholser, 1918) — гори на південному сході Аризони, на південному заході Нью-Мексико і гори Західної Сьєрра-Мадре в мексиканських штатах Сонора, Чіуауа і Дуранго;
- L. c. clemenciae (Lesson, RP, 1830) — гори Східної Сьєрра-Мадре і Мексиканське нагір'я на південь до Оахаки.

## Поширення і екологія
Синьогорлі колібрі-самоцвіти мешкають на південному заході Сполучених Штатів Америки і в Мексиці. Вони живуть в соснових і дубових лісах, в мішаних лісах, в галерейних лісах в каньйонах, на узліссях і галявинах. В центральній і південній Мексиці вони віддають перевагу хвойним лісам. В Аризоні птахи гніздяться на небесних островах Мадре на висоті понад 1300 м над рівнем моря, поблизу Мехіко на висоті від 3600 до 3900 м над рівнем моря, в штаті Оахака на висоті від 2500 до 3000 м над рівнем моря. Північні популяції взимку мігрують на південь, високогірні популяції Мексики, можливо, також мігрують на більш низку висоту.
Синьогорлі колібрі-самоцвіти живляться нектаром різноманітних квітучих рослин, зокрема, з родів Lobelia, Nicotiana, Penstemon і Salvia. Взимку вони доповнюють свій раціон дрібними безхребетними і п'ють сок дерев, користуючись дірочками, зробленими білочеревими дятлами-смоктунами.
Початок сезону розмноження у синьогорлих колібрі-самоцвітів різниться в залежності від регіону, переважно він триває з кінця травня по вересень. Найбільш раннє гніздування у Веракрусі було зафіксоване в лютому, а в Аризоні — в середині квітня. Гніздо чашоподібне, робиться з м'яких рослинних волокон, скріплених за допомогою павутиння, покривається мохом або лишайниками, прикріплються до гілки або до коріння. В кладці 2 білих яйця. Інкубаційний період триває 17-19 днів, пташенята покидають гніздо через 24-26 днів після вилуплення. За сезон зазвичай може вилупитися 2, іноді 3 кладки.